# Гологорское братство
Гологорское братство — церковно-приходское братство в селе Гологоры (ныне — село Золочевского р-на Львовской области). Основано около 1587 года наподобие Львовского братства. Активные деятели Гологорского братства, в частности мещане В. Бабич, Н. Сагайдачник и другие, выступали против монополизации образования духовенством, за право светских людей толковать Библию. Это повлекло конфликт с епископом Галицким Гедеоном, который провозгласил полученный из Львова устав братства еретическим. Попытка епископа распустить созданное мещанами Гологорское братство и основать вместо него другое братство, подчинённое духовенству, не удалось.